# Estrid Svensdotter av Danmark
Estrid Svensdotter, född innan 1010, död efter 1057, känd som dronning Estrid, var prinsessa av Danmark som dotter till kung Sven Tveskägg och Sigrid Storråda. Hon var gift med jarl Ulf Torgilsson av Skåne och mor till kung Sven Estridsson av Danmark. Estrid bar hederstiteln drottning.    

## Biografi
Fadern dog 1014. Hon ska först ha varit gift med en rysk prins, som dog i de ryska tronstriderna efter Vladimirs död 1015: makens identitet är dock okänd. Hon återvände sedan till Danmark. Vid brodern Knut den stores erövring av England, avtalade han med hertig Rickard av Normandie att Estrid skulle gifta sig med Rickards son Robert. Det är inte känt om detta äktenskap någonsin ingicks. Hon blev möjligen förskjuten av Robert. Estrid blev sedan av sin bror trolovad och gift med Ulf jarl, före år 1023. Estrid blev änka 1026 då maken blev mördad på broderns order.  
Som änka behöll hon broderns förtroende och mottog stora egendomar i Skåne och på Själland. 
Hon ska ha grundat Danmarks första stenkyrka till minne av maken. Hon skaffade sig en maktposition även genom donationer till kyrkan och gav sonen en kyrklig utbildning. Estrid stödde sonens kamp för makten över Danmark. År 1047 blev sonen kung. Estrid fick titeln drottning. Hennes dödsdatum är okänt, men hon dog tidigast år 1057, eftersom hon gravsattes av biskop Vilhelm, som var biskop i Roskilde omkring 1057-1073.
Estridska ätten är uppkallad efter henne.

### Barn
- Sven Estridsson (omkring 1020)
- Asbjørn jarl (omkring 1026)